# Armorial des communes du Nord (A-C)
- certaines figures sont encore dans un format bitmap et doivent être vectorisées.

Cette page dresse l'ensemble des armoiries (figures et blasonnements) connues des communes du Nord dont l'initiale est A, B ou C.
Il est rappelé que les communes sans blason et les pseudo-blasons sont volontairement exclus de l'armorial. Les villes concernées sont mentionnées en fin de lettre.
Pour les articles homonymes, voir Armorial des communes du Nord.

0 dessin(s) en attente (voir : )

## A

### De Ab à Am
| Blason de Abancourt | Blason  | D'azur à une étoile d'or, accompagnée en chef d'un lambel du même. |
| Blason de Abancourt | Détails | Le statut officiel du blason reste à déterminer.                   |

| Blason de Abscon | Blason  | D'or à un rais d'escarboucle de sable chargé en son cœur d'un rubis. |
| Blason de Abscon | Détails | Le statut officiel du blason reste à déterminer.                     |

| Blason de Aibes | Blason  | Burelé d'argent et d'azur de 12 pièces, au franc-quartier de sable chargé d'une tête de bouc d'argent accornée d'or. |
| Blason de Aibes | Détails | Le statut officiel du blason reste à déterminer.                                                                     |

| Blason de Aix-en-Pévèle | Blason  | De gueules au lion d'or armé, lampassé et couronné d'azur. |
| Blason de Aix-en-Pévèle | Détails | Le statut officiel du blason reste à déterminer.           |

| Blason de Allennes-les-Marais | Blason  | D'or à dix losanges accolées et aboutées de gueules, 3, 3, 3 et 1. |
| Blason de Allennes-les-Marais | Détails | Le statut officiel du blason reste à déterminer.                   |

| Blason de Amfroipret | Blason  | D'azur au lion d'argent, au chef d'or.           |
| Blason de Amfroipret | Détails | Le statut officiel du blason reste à déterminer. |

### An
| Blason de Anhiers | Blason  | Coupé d'or et d'azur, à trois fleurs de lis de l'un en l'autre . |
| Blason de Anhiers | Détails | Le statut officiel du blason reste à déterminer.                 |

| Blason de Aniche | Blason  | D'hermine à la croix de gueules chargée de cinq roses d'or. |
| Blason de Aniche | Détails | Le statut officiel du blason reste à déterminer.            |

| Blason de Annappes | Blason  | De sinople à la bande échiquetée d'argent et de gueules de deux tires.                                                                  |
| Blason de Annappes | Détails | Blason historique : Annappes a été intégrée en 1970 à la commune de Villeneuve-d'Ascq. Le statut officiel du blason reste à déterminer. |

| Blason de Anneux | Blason  | D'or à trois croissants de gueules.              |
| Blason de Anneux | Détails | Le statut officiel du blason reste à déterminer. |

| Blason de Annœullin | Blason  | D'or à la croix ancrée de gueules.               |
| Blason de Annœullin | Détails | Le statut officiel du blason reste à déterminer. |

| Blason de Anor | Blason  | De sinople billeté d’or, au lion du même brochant sur le tout. |
| Blason de Anor | Détails | Le statut officiel du blason reste à déterminer.               |

| Blason de Anstaing | Blason  | D'or au franc-quartier de gueules.               |
| Blason de Anstaing | Détails | Le statut officiel du blason reste à déterminer. |

| Blason de Anzin | Blason  | De sable à quatre clefs d'argent, le panneton en haut et à dextre, ordonnées 2 et 2 |
| Blason de Anzin | Détails | Le blason en alias fût utilisé par la commune depuis 1874. Il est cependant fautif et fût à juste titre remplacé par celui à gauche. Le statut officiel du blason reste à déterminer. |
| Blason de Anzin | Alias   | D'or à la bande fascée vivrée d'argent* et de sable de huit pièces, chaque fasce de sable chargée de quatre filets vivrés aussi d'argent, au chef soudé* du même chargé de trois brasiers de gueules. Conflit héraldique : le dessin ne montre pas les quatre filets vivrés et ne présente que deux brasiers. |

### Ar
| Blason de Arleux | Blason  | D'argent à trois tours de gueules.               |
| Blason de Arleux | Détails | Le statut officiel du blason reste à déterminer. |

| Blason de Armbouts-Cappel | Blason  | D'hermine au chevron de sable.                   |
| Blason de Armbouts-Cappel | Détails | Le statut officiel du blason reste à déterminer. |

| Blason de Armentières | Blason  | D'argent à la fleur de lys de gueules, au chef du même chargé à dextre d'un soleil d'or et à senestre d'une lune en décours du même. |
| Blason de Armentières | Détails | Le statut officiel du blason reste à déterminer.                                                                                     |

| Blason de Arnèke | Blason  | De sable à la croix d'argent chargée de cinq mouchetures d'hermine de sable. |
| Blason de Arnèke | Détails | Le statut officiel du blason reste à déterminer.                             |

| Blason de Artres | Blason  | D'or à la croix engrêlée de gueules.             |
| Blason de Artres | Détails | Le statut officiel du blason reste à déterminer. |

### De As à At
| Blason de Ascq | Blason  | D'or à la fasce d'azur, au sautoir de gueules brochant sur le tout.                                                                                             |
| Blason de Ascq | Détails | Blason historique : La commune d' Ascq a été fusionnée en 1970, formant ainsi la commune de Villeneuve-d'Ascq. Le statut officiel du blason reste à déterminer. |

| Blason de Assevent | Blason  | D'argent au chevron de sable accompagné de trois trèfles du même. |
| Blason de Assevent | Détails | Armoiries de la famille d'Espiennes, Seigneurs d'Assevent et de Romeries. Les trèfles sont parfois décrits de sinople. Le statut officiel du blason reste à déterminer. |

| Blason de Attiches | Blason  | D'or à la bande échiquetée de gueules et d'argent de deux tires. |
| Blason de Attiches | Détails | Le statut officiel du blason reste à déterminer.                 |

### Au
| Blason de Aubencheul-au-Bac | Blason  | D'or à une hamaïde de gueules.                   |
| Blason de Aubencheul-au-Bac | Détails | Le statut officiel du blason reste à déterminer. |

| Blason de Auberchicourt | Blason  | De sinople au chef d'hermine, à la bordure engrêlée d'argent. |
| Blason de Auberchicourt | Détails | Le statut officiel du blason reste à déterminer. |
| Blason de Auberchicourt | Alias   | D'hermine à une hamaïde de gueules chargée de 6 coquilles d'or. La mairie semble actuellement utiliser cette variante mais avec un fond vert pour l'hermine. Ce qui contrevient à la règle de contrariété des couleurs. |

| Blason de Aubers | Blason  | De gueules à la croix d'or.                      |
| Blason de Aubers | Détails | Le statut officiel du blason reste à déterminer. |

| Blason de Aubigny-au-Bac | Blason  | D'azur à trois chevrons d'or.                    |
| Blason de Aubigny-au-Bac | Détails | Le statut officiel du blason reste à déterminer. |

| Blason de Aubry-du-Hainaut | Blason  | De sinople billeté d'argent, au lion du même armé et lampassé de gueules brochant sur le tout. |
| Blason de Aubry-du-Hainaut | Détails | Le statut officiel du blason reste à déterminer.                                               |

| Blason de Auby | Blason  | Écartelé d'argent à l'aigle éployée de sable, becquée et membrée de gueules, et d'un contre-écartelé d'or et de sable. |
| Blason de Auby | Détails | Le statut officiel du blason reste à déterminer.                                                                       |

| Blason de Auchy-lez-Orchies | Blason  | D'azur à la bande d'argent chargée de trois croisettes écotées de gueules posées à plomb. |
| Blason de Auchy-lez-Orchies | Détails | Le statut officiel du blason reste à déterminer.                                          |

| Blason de Audencourt | Blason  | D'argent au lion de gueules surmonté d'un lambel à quatre pendants d'azur.                                                     |
| Blason de Audencourt | Détails | Blason historique : Audencourt a été fusionné en 1964 à la commune de Caudry. Le statut officiel du blason reste à déterminer. |

| Blason de Audignies | Blason  | Bandé d'or et de sinople, au franc-canton d'hermine. |
| Blason de Audignies | Détails | Le statut officiel du blason reste à déterminer.     |

| Blason de Aulnoy-lez-Valenciennes | Blason  | D'azur à la bande d'or accompagnée de six besants du même mis en orle. |
| Blason de Aulnoy-lez-Valenciennes | Détails | Le statut officiel du blason reste à déterminer.                       |

| Blason de Aulnoye-Aymeries | Blason  | Parti d'un chevronné d'or et de gueules de douze pièces (Aulnoye), et d'or à la bande échiquetée d'argent et de gueules de trois tires (Aymeries). |
| Blason de Aulnoye-Aymeries | Détails | Le statut officiel du blason reste à déterminer.                                                                                                   |

### De Av à Aw
| Blason de Avelin | Blason  | De gueules au chef d'hermine.                    |
| Blason de Avelin | Détails | Le statut officiel du blason reste à déterminer. |

| Blason de Avesnelles | Blason  | Écartelé : aux 1er et 4e d'argent à trois fasces de gueules (Croÿ) ; aux 2d et 3e contre-écartelé d'azur à trois fleurs de lis d'or (France) et de gueules plain (Albret) ; sur le tout du contre-écartelé, d'hermine plain(Bretagne) ; et sur le tout de l'écartelé, de gueules à trois roses d'or (Arenberg). |
| Blason de Avesnelles | Détails | Écartelé de Croÿ et d'Albret Moderne chargé de Bretagne sur le tout ; sur le tout d'Arenberg. Le statut officiel du blason reste à déterminer. |

| Blason de Avesnes-le-Sec | Blason  | De sinople au chevron d'argent accompagné de trois étoiles du même. |
| Blason de Avesnes-le-Sec | Détails | Le statut officiel du blason reste à déterminer.                    |

| Blason de Avesnes-les-Aubert | Blason  | De gueules à trois lionceaux d'argent couronnés d'or. |
| Blason de Avesnes-les-Aubert | Détails | Le statut officiel du blason reste à déterminer.      |

| Blason de Avesnes-sur-Helpe | Blason  | Bandé d'or et de gueules.                        |
| Blason de Avesnes-sur-Helpe | Détails | Le statut officiel du blason reste à déterminer. |

| Blason de Awoingt | Blason  | D'argent à une bande d'azur chargée de trois coquilles d'or. |
| Blason de Awoingt | Détails | Le statut officiel du blason reste à déterminer.             |

## B

### Ba
| Blason de Bachant | Blason  | De gueules au chevron d'or accompagné de trois trèfles d'argent. |
| Blason de Bachant | Détails | Le statut officiel du blason reste à déterminer.                 |

| Blason de Bachy | Blason  | De gueules au chef d'or chargé à dextre d'un lion de sable. |
| Blason de Bachy | Détails | Le statut officiel du blason reste à déterminer.            |

| Blason de Bailleul | Blason  | De gueules à la croix de vair, les cloches appointées en cœur. |
| Blason de Bailleul | Détails | Différences entre dessin et blasonnement : le vair est une fourrure et non une menu-partition, ce qui implique que les cloches doivent toutes être dans le même sens pour l'ensemble de la croix De plus, même en admettant la possibilité d'orienter les cloches -d'azur - c'est correct pour le montant mais fautif pour la traverse.. Le statut officiel du blason reste à déterminer. |

| Blason de Baisieux | Blason  | Bandé d'or et d'azur.                            |
| Blason de Baisieux | Détails | Le statut officiel du blason reste à déterminer. |

| Blason de Baives | Blason  | De gueules à deux fasces bretessées et contre-bretessées d'argent ; au franc-canton de gueules à trois pals de vair et au chef d'or. |
| Blason de Baives | Détails | Le statut officiel du blason reste à déterminer.                                                                                     |

| Blason de Bambecque | Blason  | D'argent au lion de sable armé et lampassé de gueules. |
| Blason de Bambecque | Détails | Le statut officiel du blason reste à déterminer.       |

| Blason de Banteux | Blason  | D'or à un loup passant d'azur.                   |
| Blason de Banteux | Détails | Le statut officiel du blason reste à déterminer. |

| Blason de Bantigny | Blason  | De gueules à la bande d'or chargée de trois merlettes de sable posées à plomb. |
| Blason de Bantigny | Détails | Le statut officiel du blason reste à déterminer.                               |

| Blason de Bantouzelle | Blason  | D'azur à la bande d'or accompagnée de six besants du même mis en orle. |
| Blason de Bantouzelle | Détails | Le statut officiel du blason reste à déterminer.                       |

| Blason de Bassée (La) | Blason  | De gueules à une demi-fleur de lys d'argent défaillante à dextre. |
| Blason de Bassée (La) | Détails | Le statut officiel du blason reste à déterminer.                  |

| Blason de Bauvin | Blason  | D'or, à la croix ancrée de gueules.              |
| Blason de Bauvin | Détails | Le statut officiel du blason reste à déterminer. |

| Blason de Bavay | Blason  | D'argent au lion de gueules chargé sur l'épaule d'un écu d'or au lion de sable. |
| Blason de Bavay | Détails | Le statut officiel du blason reste à déterminer.                                |

| Blason de Bavinchove | Blason  | Burelé d'or et d'azur de douze pièces.           |
| Blason de Bavinchove | Détails | Le statut officiel du blason reste à déterminer. |

| Blason de Bazuel | Blason  | De gueules à une rose tigée et feuillée d'argent. |
| Blason de Bazuel | Détails | Le statut officiel du blason reste à déterminer.  |

Pas d'information pour Bas-Lieu.

### Be
| Blason de Beaucamps-Ligny | Blason  | De sinople à la fasce d'hermine.                                                                                   |
| Blason de Beaucamps-Ligny | Détails | En 1927 Beaucamps fusionne avec Ligny et devient Beaucamps-Ligny. Le statut officiel du blason reste à déterminer. |

| Blason de Beaudignies | Blason  | De gueules au croissant d'argent accompagné de huit billettes du même en orle. |
| Blason de Beaudignies | Détails | Le statut officiel du blason reste à déterminer.                               |

| Blason de Beaufort | Blason  | De gueules à trois écussons d'argent.            |
| Blason de Beaufort | Détails | Le statut officiel du blason reste à déterminer. |

| Blason de Beaumont-en-Cambrésis | Blason  | De gueules à trois lionceaux d'argent.                                                                                                   |
| Blason de Beaumont-en-Cambrésis | Détails | Le statut officiel du blason reste à déterminer.                                                                                         |
| Blason de Beaumont-en-Cambrésis | Alias   | D'or à trois chevrons de gueules Selon la carte de Borrekens. Ce blason est en réalité le blason du Chapitre de Saint-Aubert de Cambrai. |

| Blason de Beaurain | Blason  | Vairé d'or et d'azur.                            |
| Blason de Beaurain | Détails | Le statut officiel du blason reste à déterminer. |

| Blason de Beaurepaire-sur-Sambre | Blason  | D'azur à une fasce d'or.                         |
| Blason de Beaurepaire-sur-Sambre | Détails | Le statut officiel du blason reste à déterminer. |

| Blason de Beaurieux | Blason  | De sable au chef denché d'or.                    |
| Blason de Beaurieux | Détails | Le statut officiel du blason reste à déterminer. |

| Blason de Beauvois-en-Cambrésis | Blason  | De sinople à une coupe couverte d'or.            |
| Blason de Beauvois-en-Cambrésis | Détails | Le statut officiel du blason reste à déterminer. |

| Blason de Bellaing | Blason  | Écartelé d'argent à la fasce de sable, et d'or à la croix ancrée du second. |
| Blason de Bellaing | Détails | Le statut officiel du blason reste à déterminer.                            |

| Blason de Bellignies | Blason  | Écartelé d'or à cinq cotices de gueules, au canton du même chargé d'une étoile du premier ; et d'un échiqueté d'or et de gueules de 4 tires. |
| Blason de Bellignies | Détails | Le statut officiel du blason reste à déterminer.                                                                                             |

| Blason de Bérelles | Blason  | De gueules à cinq fleurs de lis d'or .           |
| Blason de Bérelles | Détails | Le statut officiel du blason reste à déterminer. |

| Blason de Bergues | Blason  | Parti d'argent au lion contourné de sable lampassé de gueules, et du premier à la fasce du second, au franc-quartier d'or chargé d'un lion du second et d'une bordure du troisième. |
| Blason de Bergues | Détails | Utilisé officiellement par la Mairie dans les courriers, sur les réseaux sociaux et sur certains monuments                                                                          |

| Blason de Berlaimont | Blason  | Fascé de vair et de gueules.                     |
| Blason de Berlaimont | Détails | Le statut officiel du blason reste à déterminer. |

| Blason de Bermerain | Blason  | Écartelé d'argent à trois fasces de gueules et du premier à trois doloires du second, les deux du chef adossées,. |
| Blason de Bermerain | Détails | Armoiries de la famille de Croÿ-Solre. Le statut officiel du blason reste à déterminer.                           |

| Blason de Bermeries | Blason  | D'argent au chef de gueules et sur le tout un arbre de sinople accosté de six poissons d'azur rangés en pal, trois à dextre mis en barre, trois à senestre mis en bande. |
| Blason de Bermeries | Détails | Le statut officiel du blason reste à déterminer. |

| Blason de Bersée | Blason  | D'or à la croix de gueules cantonnée de seize alérions d'azur.          |
| Blason de Bersée | Détails | Armes des Montmorency. Le statut officiel du blason reste à déterminer. |

| Blason de Bersillies | Blason  | D'or à trois chevrons de sable.                  |
| Blason de Bersillies | Détails | Le statut officiel du blason reste à déterminer. |

| Blason de Berthen | Blason  | D'or à la bordure d'azur, à l'écusson d'argent bordé du second et chargé d'un lion de gueules, armé, lampassé et couronné du champ . |
| Blason de Berthen | Détails | Le statut officiel du blason reste à déterminer.                                                                                     |

| Blason de Bertry | Blason  | D'azur au chevron accompagné de deux étoiles à six rais en chef, et d'un trèfle en pointe, tous d'or. |
| Blason de Bertry | Détails | Le statut officiel du blason reste à déterminer.                                                      |

| Blason de Béthencourt | Blason  | De sable à dix losanges d'or accolées et aboutées, 3, 3, 3 et 1. |
| Blason de Béthencourt | Détails | Le statut officiel du blason reste à déterminer.                 |

| Blason de Bettignies | Blason  | D'or au chef de sable.                           |
| Blason de Bettignies | Détails | Le statut officiel du blason reste à déterminer. |

| Blason de Bettrechies | Blason  | D'or à la croix engrêlée de gueules.             |
| Blason de Bettrechies | Détails | Le statut officiel du blason reste à déterminer. |

| Blason de Beugnies | Blason  | De gueules à trois pals de vair, au chef d'or.   |
| Blason de Beugnies | Détails | Le statut officiel du blason reste à déterminer. |

| Blason de Beuvrages | Blason  | Écartelé d'azur à trois flèches d'or mises en bande et rangées en barre, et d'un bandé d'argent et de gueules. |
| Blason de Beuvrages | Détails | Le statut officiel du blason reste à déterminer.                                                               |

| Blason de Beuvry-la-Forêt | Blason  | D'or à un rais d'escarboucle de sable chargé en cœur d'un rubis. |
| Blason de Beuvry-la-Forêt | Détails | Le statut officiel du blason reste à déterminer.                 |

| Blason de Bévillers | Blason  | D'azur à un dragon d'or lampassé de gueules, s'essorant en fasce. |
| Blason de Bévillers | Détails | Le statut officiel du blason reste à déterminer.                  |

### Bi à Bl
| Blason de Bierne | Blason  | D'argent à la croix de gueules cantonnée de douze merlettes du même mises en orle. |
| Blason de Bierne | Détails | Le statut officiel du blason reste à déterminer.                                   |

| Blason de Bissezeele | Blason  | D'or au lion de sable lampassé de gueules, couronné et colleté du champ, une croix du même pendante sur sa poitrine. |
| Blason de Bissezeele | Détails | Le statut officiel du blason reste à déterminer.                                                                     |

| Blason de Blaringhem | Blason  | Écartelé d'azur au chevron d'or accompagné de trois étoiles du même, et du même au chevron du premier accompagné de trois têtes de Maure de sable tortillées d'argent. |
| Blason de Blaringhem | Détails | Le statut officiel du blason reste à déterminer. |

| Blason de Blécourt | Blason  | D'or à trois lionceaux de sable.                 |
| Blason de Blécourt | Détails | Le statut officiel du blason reste à déterminer. |

### Bo
| Blason de Boeschepe | Blason  | D'or à trois chevrons de sable.                  |
| Blason de Boeschepe | Détails | Le statut officiel du blason reste à déterminer. |

| Blason de Boëseghem | Blason  | De gueules à trois clefs d'argent.               |
| Blason de Boëseghem | Détails | Le statut officiel du blason reste à déterminer. |

| Blason de Bois-Grenier | Blason  | Écartelé ; au 1er d'or au lion de sable, à la bande componée d'argent et de gueules brochante ; au 2d d'argent à une fleur de lys de gueules accompagnée en chef d'un soleil d'or* à dextre et d'une lune en décours du même* à senestre ; au 3e d'azur à une chapelle d'argent avec flèche ; au 4e de gueules au lion d'argent armé et lampassé d'or. |
| Blason de Bois-Grenier | Détails | * Il y a là non-respect de la règle de contrariété des couleurs : ces armes sont fautives (or sur argent au 2d). Le statut officiel du blason reste à déterminer. |

| Blason de Bollezeele | Blason  | D'or au lion de sable armé et lampassé de gueules. |
| Blason de Bollezeele | Détails | Le statut officiel du blason reste à déterminer.   |

| Blason de Bondues | Blason  | D'or au franc-canton de sable.                   |
| Blason de Bondues | Détails | Le statut officiel du blason reste à déterminer. |

| Blason de Borre | Blason  | D'azur à la fasce d'or.                          |
| Blason de Borre | Détails | Le statut officiel du blason reste à déterminer. |

| Blason de Bouchain | Blason  | D'argent à une tour de gueules. |
| Blason de Bouchain | Détails | Bien que le blasonnement traditionnel soit : D'argent à une porte crénelée de gueules. , les écus portent une tour de gueules, plutôt qu'une porte crènelée. La tour est ronde, crénelée de cinq pièces, ajourée et maçonnée de sable et ouverte du champ sur une gravure des albums de Croÿ datant de 1609. Elle est carrée, couverte et flanquée de quatre tours sur le sceau ad causas des échevins au Moyen Âge et sur l'écu utilisé par la commune,. Le statut officiel du blason reste à déterminer. |
| Blason de Bouchain | Alias   | D'argent à une tour carrée de gueules. |

| Blason de Boulogne-sur-Helpe | Blason  | D'argent à trois fasces de gueules.              |
| Blason de Boulogne-sur-Helpe | Détails | Le statut officiel du blason reste à déterminer. |

| Blason de Bourbourg | Blason  | D'azur à trois tierces d'or, au chef de Flandre. |
| Blason de Bourbourg | Détails | Le statut officiel du blason reste à déterminer. |

| Blason de Bourghelles | Blason  | D'argent au chef de gueules.                     |
| Blason de Bourghelles | Détails | Le statut officiel du blason reste à déterminer. |

| Blason de Boursies | Blason  | D'or à trois lionceaux d'azur, au chef de gueules chargé de Notre-Dame-de-Grâce de carnation à mi-corps, vêtue de gueules et d'azur, tenant à senestre l'Enfant Jésus. |
| Blason de Boursies | Détails | Le statut officiel du blason reste à déterminer. |

| Blason de Bousbecque | Blason  | De sinople à trois tiercefeuilles d'or.          |
| Blason de Bousbecque | Détails | Le statut officiel du blason reste à déterminer. |

| Blason de Bousies | Blason  | D'azur à la croix d'argent.                      |
| Blason de Bousies | Détails | Le statut officiel du blason reste à déterminer. |

| Blason de Bousignies | Blason  | D'or à trois chevrons de sable. |
| Blason de Bousignies | Détails | Attribué par le Chanoine Théodore Leuridan, dans son Armorial des Communes du Nord. La municipalité l'a utilisé. Le statut officiel du blason reste à déterminer. |

| Blason de Bousignies-sur-Roc | Blason  | D'or à trois chevrons de sable.                  |
| Blason de Bousignies-sur-Roc | Détails | Le statut officiel du blason reste à déterminer. |

| Blason de Boussières-en-Cambrésis | Blason  | Coupé : au 1 d'azur à une croix de calvaire d'or, entrelacée d'une couronne d'épines du même ; au 2, de gueules à trois fleurs de lis d'or. |
| Blason de Boussières-en-Cambrésis | Détails | Le statut officiel du blason reste à déterminer.                                                                                            |

| Blason de Boussières-sur-Sambre | Blason  | D'or à trois chevrons de sable.                  |
| Blason de Boussières-sur-Sambre | Détails | Le statut officiel du blason reste à déterminer. |

| Blason de Boussois | Blason  | Burelé d'argent et d'azur de douze pièces.       |
| Blason de Boussois | Détails | Le statut officiel du blason reste à déterminer. |

| Blason de Bouvignies | Blason  | D'azur à la bande d'argent.                      |
| Blason de Bouvignies | Détails | Le statut officiel du blason reste à déterminer. |

| Blason de Bouvines | Blason  | Bandé d'or et d'azur.                            |
| Blason de Bouvines | Détails | Le statut officiel du blason reste à déterminer. |

### Br
| Blason de Bray-Dunes | Blason  | D'azur à l'ancre d'argent, munie de sa gumène du même, accompagnée à senestre d'une étoile à six rais d'argent ; au chef d'hermine, à la bande de gueules chargées de trois coquillages d'or. |
| Blason de Bray-Dunes | Détails | Adopté par délibération du conseil municipal du 22 mars 1953. |

| Blason de Briastre | Blason  | D'azur à la bande d'or, accompagnée de six besants du même mis en orle. |
| Blason de Briastre | Détails | Le statut officiel du blason reste à déterminer.                        |

| Blason de Brillon | Blason  | De France ancien. |
| Blason de Brillon | Détails | Aucune justification n'est fournie quant à l'usage par cette ville des pleines armes de France ancien. Celles-ci sont donc à considérer avec prudence et faute de sources. Le statut officiel du blason reste à déterminer. |

| Blason de Brouckerque | Blason  | D'argent à une fasce de sable chargée de trois quintefeuilles d'or. |
| Blason de Brouckerque | Détails | Le statut officiel du blason reste à déterminer.                    |

| Blason de Broxeele | Blason  | De gueules au lion d'argent armé et lampassé d'or. |
| Blason de Broxeele | Détails | Le statut officiel du blason reste à déterminer.   |

| Blason de Bruay-sur-l'Escaut | Blason  | Coupé d'un écartelé d'or au lion de sable aux 1er et 4e, de gueules aux 2d et 3e ; et d'azur à trois canettes d'argent. |
| Blason de Bruay-sur-l'Escaut | Détails | Le statut officiel du blason reste à déterminer.                                                                        |

| Blason de Bruille-lez-Marchiennes | Blason  | D'argent à la croix engrêlée de gueules.         |
| Blason de Bruille-lez-Marchiennes | Détails | Le statut officiel du blason reste à déterminer. |

| Blason de Bruille-Saint-Amand | Blason  | D'or à la croix de gueules.                      |
| Blason de Bruille-Saint-Amand | Détails | Le statut officiel du blason reste à déterminer. |

| Blason de Brunémont | Blason  | Fascé d'argent et d'azur, la première fasce d'azur chargée de trois cœurs d'or. |
| Blason de Brunémont | Détails | Le statut officiel du blason reste à déterminer.                                |

| Blason de Bry | Blason  | D'or à une grappe de raisin d'azur, tigée et feuillée de sinople. |
| Blason de Bry | Détails | Le statut officiel du blason reste à déterminer.                  |

### Bu
| Blason de Bugnicourt | Blason  | D'hermine à la croix de gueules chargée de cinq roses d'or. |
| Blason de Bugnicourt | Détails | Le statut officiel du blason reste à déterminer.            |

| Blason de Busigny | Blason  | Parti d'or à trois chevrons de gueules soutenus d'une croix de guerre 1939-1945 pendante au naturel, et du premier aux trois fasces du second billetées du champ. |
| Blason de Busigny | Détails | Orne les courriers officiels envoyés par la mairie. |

| Blason de Buysscheure | Blason  | De gueules au chevron d'or, accompagné de trois coquilles et d'une bordure du même. |
| Blason de Buysscheure | Détails | Le statut officiel du blason reste à déterminer.                                    |

## C

### Ca
| Blason de Caëstre | Blason  | D'or à la bordure d'azur, et en cœur un écusson d'argent, bordé d'azur, et chargé d'un lion de gueules, armé, lampassé et couronné d'or. |
| Blason de Caëstre | Détails | Le statut officiel du blason reste à déterminer.                                                                                         |

| Blason de Cagnoncles | Blason  | Parti-émanché d'argent et de gueules de dix pièces. |
| Blason de Cagnoncles | Détails | Le statut officiel du blason reste à déterminer.    |

| Blason de Cambrai | Blason  | D'or à l'aigle bicéphale éployée de sable, becquée et membrée de gueules, chargée en cœur d'un écusson du champ à trois lionceaux d'azur.         |
| Blason de Cambrai | Détails | Le statut officiel du blason reste à déterminer.                                                                                                  |
| Blason de Cambrai | Alias   | D'or à l'aigle bicéphale éployée de sable, nimbée, becquée et membrée de gueules, chargée en cœur d'un écusson du champ à trois lionceaux d'azur. |

| Blason de Camphin-en-Carembault | Blason  | De gueules à trois clefs d'argent ,.             |
| Blason de Camphin-en-Carembault | Détails | Le statut officiel du blason reste à déterminer. |

| Blason de Camphin-en-Pévèle | Blason  | D'azur à sept besants d'or, 3, 3 et 1.           |
| Blason de Camphin-en-Pévèle | Détails | Le statut officiel du blason reste à déterminer. |

| Blason de Cantaing-sur-Escaut | Blason  | D'argent à trois lionceaux d'azur armés et lampassés de gueules. |
| Blason de Cantaing-sur-Escaut | Détails | Le statut officiel du blason reste à déterminer.                 |

| Blason de Cantin | Blason  | De sinople à une aigle d'argent volant vers un soleil d'or non figuré posé en chef dextre. |
| Blason de Cantin | Détails | Le statut officiel du blason reste à déterminer.                                           |

| Blason de Capelle | Blason  | D'azur semé de fleur de lis d'or à un cerf passant d'argent brochant. |
| Blason de Capelle | Détails | Le statut officiel du blason reste à déterminer.                      |

| Blason de Capinghem | Blason  | De sable au lion d'argent.                       |
| Blason de Capinghem | Détails | Le statut officiel du blason reste à déterminer. |

| Blason de Cappelle-Brouck | Blason  | De gueules à deux clefs d'argent passées en sautoir. |
| Blason de Cappelle-Brouck | Détails | Blason utilisé par la commune.                       |

| Blason de Cappelle-en-Pévèle | Blason  | Écartelé d'or et de gueules.                     |
| Blason de Cappelle-en-Pévèle | Détails | Le statut officiel du blason reste à déterminer. |

| Blason de Cappelle-la-Grande | Blason  | D'argent semé de croisettes recroisetées au pied fiché de sable, à deux bars adossés du même brochants, et en chef un écusson d'or au chevron du second. |
| Blason de Cappelle-la-Grande | Détails | Le statut officiel du blason reste à déterminer. |

| Blason de Carnières | Blason  | De gueules au sautoir d'argent. |
| Blason de Carnières | Détails | Le statut officiel du blason reste à déterminer. |
| Blason de Carnières | Alias   | D'or à trois lionceaux d'azur, au chef de gueules chargé de Notre-Dame-de-Grâce de carnation à mi-corps, tenant à senestre l'Enfant Jésus, et vêtue de gueules et d'azur. Selon le site officiel. |

| Blason de Carnin | Blason  | D'argent à trois têtes de lion de gueules lampassées et couronnées d'azur. |
| Blason de Carnin | Détails | Le statut officiel du blason reste à déterminer.                           |

| Blason de Cartignies | Blason  | Bandé d'or et de gueules.                        |
| Blason de Cartignies | Détails | Le statut officiel du blason reste à déterminer. |

| Blason de Cassel | Blason  | D'azur à une épée d'or accostée de deux clefs adossées du même.               |
| Blason de Cassel | Détails | Le statut officiel du blason reste à déterminer.                              |
| Blason de Cassel | Alias   | D'or à l'épée de sable accostée de deux clefs adossées du même. Ancien blason |

| Blason de Cateau-Cambrésis (Le) | Blason  | D'azur à un château donjonné d'or, ouvert d'argent et ajouré de sable, les trois tours couvertes du second et les deux tours des flancs ouvertes du champ. |
| Blason de Cateau-Cambrésis (Le) | Détails | Le statut officiel du blason reste à déterminer. |

| Blason de Catillon-sur-Sambre | Blason  | De gueules à un château fort d'argent à la porte chargée d'un K de sable. |
| Blason de Catillon-sur-Sambre | Détails | Le statut officiel du blason reste à déterminer.                          |

| Blason de Cattenières | Blason  | D'or à trois lionceaux d'azur, au chef de gueules chargé de Notre-Dame-de-Grâce de carnation à mi-corps, tenant à senestre l'Enfant Jésus, et vêtue de gueules et d'azur. |
| Blason de Cattenières | Détails | Le statut officiel du blason reste à déterminer. |

| Blason de Caudry | Blason  | D'argent à trois feuilles de vivier de gueules,.                   |
| Blason de Caudry | Détails | Le statut officiel du blason reste à déterminer.                   |
| Blason de Caudry | Alias   | D'argent à trois feuilles de vivier de sable. Autre blasonnement,. |

| Blason de Caullery | Blason  | De gueules à trois écussons d'argent, chargés chacun d'un lion de sable. |
| Blason de Caullery | Détails | Le statut officiel du blason reste à déterminer.                         |

| Blason de Cauroir | Blason  | D'azur à l'écusson d'argent surmonté de trois merlettes d'or rangées en chef. |
| Blason de Cauroir | Détails | Le statut officiel du blason reste à déterminer.                              |

### De Ce à Ch
| Blason de Cerfontaine | Blason  | D'or à la croix engrêlée de gueules.             |
| Blason de Cerfontaine | Détails | Le statut officiel du blason reste à déterminer. |

| Blason de Chapelle-d'Armentières (La) | Blason  | D'argent à une fleur de lys de gueules, adextrée en chef d’un soleil non figuré d'or* et à senestre d'un croissant posé en barre du même*, un portail d'église de sable brochant en cœur. |
| Blason de Chapelle-d'Armentières (La) | Détails | * Il y a là non-respect de la règle de contrariété des couleurs : ces armes sont fautives (or sur argent). Le statut officiel du blason reste à déterminer.                               |

| Blason de Château-l'Abbaye | Blason  | De gueules au senestrochère de carnation mouvant du flanc dextre, habillé d'or et tenant une rose au naturel feuillée de sinople. |
| Blason de Château-l'Abbaye | Détails | Le statut officiel du blason reste à déterminer.                                                                                  |

| Blason de Chemy | Blason  | De gueules, à Saint Piat vêtu d'ornements sacerdotaux, tenant en ses mains le sommet de sa tête coupée, et ayant à ses pieds un cerf couché et contourné, le tout d'or. |
| Blason de Chemy | Détails | Le statut officiel du blason reste à déterminer. |

| Blason de Chéreng | Blason  | De gueules au chef de Flandre.                   |
| Blason de Chéreng | Détails | Le statut officiel du blason reste à déterminer. |

| Blason de Choisies | Blason  | D'hermine à un écusson de sable billeté d'or, un lion du même, armé et lampassé de gueules, brochant sur le billeté . |
| Blason de Choisies | Détails | Le statut officiel du blason reste à déterminer.                                                                      |

### Ci à Co
| Blason de Clairfayts | Blason  | D'argent à la croix d'azur.                      |
| Blason de Clairfayts | Détails | Le statut officiel du blason reste à déterminer. |

| Blason de Clary | Blason  | D'azur à sept besants d'or 3, 3 et 1, au chef du même. |
| Blason de Clary | Détails | Le statut officiel du blason reste à déterminer.       |

| Blason de Cobrieux | Blason  | D'argent au chevron de gueules accompagné de trois croissants de sable. |
| Blason de Cobrieux | Détails | Le statut officiel du blason reste à déterminer.                        |

| Blason de Colleret | Blason  | D'or à trois chevrons de sable.                  |
| Blason de Colleret | Détails | Le statut officiel du blason reste à déterminer. |

| Blason de Comines | Blason  | D'argent à une clef de sable mise en pal, le panneton en haut et à dextre, et accompagnée de cinq quintefeuilles de gueules, deux à dextre, deux à senestre et une en pointe. |
| Blason de Comines | Détails | Le statut officiel du blason reste à déterminer. |
| Blason de Comines | Alias   | De gueules au chevron d'or accompagné de trois coquilles et à la bordure du même Comines comme chef-lieu du quartier du Ferrain.                                              |

| Blason de Condé-sur-l'Escaut | Blason  | D'or à la fasce de gueules.                      |
| Blason de Condé-sur-l'Escaut | Détails | Le statut officiel du blason reste à déterminer. |

| Blason de Coudekerque-Village | Blason  | D'argent à l'aigle de sable lampassée de gueules. |
| Blason de Coudekerque-Village | Détails | Le statut officiel du blason reste à déterminer.  |

| Blason de Coudekerque-Branche | Blason  | De sable à un hérisson d'argent couronné d'or.   |
| Blason de Coudekerque-Branche | Détails | Le statut officiel du blason reste à déterminer. |

| Blason de Courchelettes | Blason  | D'azur au chevron d'or accompagné de trois étoiles du même. |
| Blason de Courchelettes | Détails | Le statut officiel du blason reste à déterminer.            |

| Blason de Cousolre | Blason  | D'or à trois chevrons de sable.                  |
| Blason de Cousolre | Détails | Le statut officiel du blason reste à déterminer. |

| Blason de Coutiches | Blason  | De gueules au chef d'or chargé de trois molettes de sable. |
| Blason de Coutiches | Détails | Le statut officiel du blason reste à déterminer.           |

### Cr
| Blason de Craywick | Blason  | De gueules à un rais d'escarboucle pommeté et fleurdelisé d'or, la branche en pal terminée en chef par une crosse du même ; à la bordure componée d'argent et de sable. |
| Blason de Craywick | Détails | Le statut officiel du blason reste à déterminer. |

| Blason de Crespin | Blason  | D'azur fretté d'argent.                          |
| Blason de Crespin | Détails | Le statut officiel du blason reste à déterminer. |

| Blason de Crèvecœur-sur-l'Escaut | Blason  | D'or à trois croissants de gueules.              |
| Blason de Crèvecœur-sur-l'Escaut | Détails | Le statut officiel du blason reste à déterminer. |

| Blason de Crochte | Blason  | De sable au lion d'or.                           |
| Blason de Crochte | Détails | Le statut officiel du blason reste à déterminer. |

| Blason de Croix | Blason  | D'argent à la croix d'azur.                                               |
| Blason de Croix | Détails | Armes parlantes. (croix) Le statut officiel du blason reste à déterminer. |

| Blason de Croix-Caluyau | Blason  | De sable à trois croisettes d'or.                |
| Blason de Croix-Caluyau | Détails | Le statut officiel du blason reste à déterminer. |

### De Cu à Cy
| Blason de Cuincy | Blason  | De sable à la bande d'or.                        |
| Blason de Cuincy | Détails | Le statut officiel du blason reste à déterminer. |

| Blason de Curgies | Blason  | D'argent à une truie de sable passant sur une terrasse de sinople. |
| Blason de Curgies | Détails | Le statut officiel du blason reste à déterminer.                   |

| Blason de Cuvillers | Blason  | De gueules à la bande d'or.                      |
| Blason de Cuvillers | Détails | Le statut officiel du blason reste à déterminer. |

| Blason de Cysoing | Blason  | Bandé d'or et d'azur.                            |
| Blason de Cysoing | Détails | Le statut officiel du blason reste à déterminer. |